# Conus fustigatus
Conus fustigatus é uma espécie de gastrópode do gênero Conus, pertencente a família Conidae.